# يانغ زو
يانغ زو (بالصينية: 杨旭) (12 فبراير 1987 داليان الصين - ) هو لاعب كرة قدم صيني، يلعب كمهاجم، شارك في كأس آسيا 2015.

## روابط خارجية
- يانغ زو على موقع الاتحاد الدولي (مؤرشف)  (الإنجليزية)
- يانغ زو على موقع قاعدة بيانات كرة القدم.إي يو (الإنجليزية)
- يانغ زو على موقع ناشيونال فوتبول تيمز (الإنجليزية)
- يانغ زو على موقع Soccerway.com (الإنجليزية)